# Tor Øyvind Hovda
 Tor Øyvind Hovda (24 september 1989) is een Noors voetballer, die sinds het seizoen 2016 uitkomt voor Sarpsborg 08 FF in de Noorse Tippeligaen.
Voor zijn komst naar Kalmar FF kwam Hovda uit in de jeugdelftallen van Heradsbygda IL en het eerste team van Hønefoss BK. Hovda debuteerde op 28 oktober 2007 in het Noorse betaald voetbal.